# Vesioli (Goriachi Kliuch, Krasnodar)
Vesioli (del ruso: Весёлый) es un jútor del ókrug urbano de Goriachi Kliuch del krai de Krasnodar, en las estribaciones noroccidentales del Cáucaso, en Rusia. Está situado en la cabecera del río Mokri-Sepsil, tributario del río Shkeliuk, afluente del río Apchas, que lo es del río Kubán, 23 km al sudeste de Goriachi Kliuch, y 66 km al sureste de Krasnodar. Tenía 76 habitantes en 2010.
Pertenece al municipio Kutaiski.